# Edgartown
Edgartown es un pueblo ubicado en el condado de Dukes en el estado estadounidense de Massachusetts. En el Censo de 2010 tenía una población de 4.067 habitantes y una densidad poblacional de 12,79 personas por km².

## Geografía
Edgartown se encuentra ubicado en las coordenadas 41°22′23″N 70°28′57″O / 41.37306, -70.48250. Según la Oficina del Censo de los Estados Unidos, Edgartown tiene una superficie total de 318.05 km², de la cual 69.43 km² corresponden a tierra firme y (78.17%) 248.62 km² es agua.

## Demografía
Según el censo de 2010, había 4.067 personas residiendo en Edgartown. La densidad de población era de 12,79 hab./km². De los 4.067 habitantes, Edgartown estaba compuesto por el 88.3% blancos, el 2.51% eran afroamericanos, el 0.49% eran amerindios, el 0.57% eran asiáticos, el 0.07% eran isleños del Pacífico, el 5.51% eran de otras razas y el 2.56% pertenecían a dos o más razas. Del total de la población el 2.43% eran hispanos o latinos de cualquier raza.